# Leptopelis viridis
Leptopelis viridis es una especie de anfibios de la familia Arthroleptidae.
Habita en Benín, Burkina Faso, Camerún, República Democrática del Congo, Costa de Marfil, Gambia, Ghana, Guinea, Guinea-Bissau, Liberia, Níger, Nigeria, Senegal, Sierra Leona, Togo y, posiblemente, República Centroafricana, Chad, Malí y Sudán.
Su hábitat natural incluye sabanas secas, sabanas húmedas, zonas de arbustos tropicales o subtropicales, áreas arbustivas, praderas tropicales o subtropicales a baja altitud, praderas húmedas o inundadas en alguna estación, marismas de agua fresca, tierras de pastos, jardines rurales, estanques y canales.